# Riksväg 53
Der Riksväg 53 ist eine schwedische Fernverkehrsstraße in Södermanlands län.

## Verlauf
Die Straße führt von Oxelösund über Nyköping, wo sie den Europaväg 4 kreuzt, Sparreholm (hier Kreuzung mit dem Riksväg 57) und Malmköping, wo der Riksväg 55 gekreuzt wird, nach Eskilstuna, wo sie am Europaväg 20 endet.
Die Länge der Straße beträgt rund 99 km.

## Geschichte
Die Straße trägt ihre derzeitige Nummer seit dem Jahr 1985; die Fortsetzung nach Västerås erhielt 2007 die Bezeichnung Riksväg 56.